# Puławy (comune rurale)
Puławy è un comune rurale polacco del distretto di Puławy, nel voivodato di Lublino.
Ricopre una superficie di 160,81 km² e nel 2004 contava 11 157 abitanti.
Il capoluogo è Puławy, che non fa parte del territorio ma costituisce un comune a sé.